# Record du monde de natation messieurs du 400 mètres nage libre
Progression du record du monde de natation messieurs pour l'épreuve du 400 mètres nage libre en bassin de 50 et 25 mètres et du 500 yards nage libre en bassin de 25 yards.

## Bassin de50 mètres
Légende : les mentions « s, d ou f » éventuellement placées entre parenthèses après la nature de la compétition signifient respectivement que le record a été battu au cours d’une série, d’une demi-finale ou d’une finale.
| Temps             | Athlète                | Naissance | Âge | Nationalité                       | Compétition                           | Lieu           | Date              |
| ----------------- | ---------------------- | --------- | --- | --------------------------------- | ------------------------------------- | -------------- | ----------------- |
| 5 min 36 s 8      | Henry Taylor           | 1885      | 23  | Royaume-Uni                       | Jeux olympiques, bassin de 100 mètres | Londres        | 16 juillet 1908   |
| 5 min 26 s 4      | Thomas Battersby       | 1887      | 21  | Royaume-Uni                       |                                       | Seacombe       | 2 octobre 1908    |
| 5 min 23 s 0      | Frank Beaurepaire      | 1891      | 19  | Australie                         |                                       | Budapest       | 8 juin 1910       |
| 5 min 21 s 6      | Jack Hatfield          | 1893      | 19  | Royaume-Uni                       |                                       | Londres        | 26 septembre 1912 |
| 5 min 14 s 6      | Norman Ross            | 1896      | 23  | États-Unis                        |                                       | Los Angeles    | 9 octobre 1919    |
| 5 min 14 s 4      | Norman Ross            | 1896      | 25  | États-Unis                        |                                       | Brighton Beach | 25 septembre 1921 |
| 5 min 11 s 8      | Arne Borg              | 1901      | 21  | Suède                             |                                       | Stockholm      | 22 juin 1922      |
| 5 min 06 s 6      | Johnny Weissmuller     | 1904      | 18  | États-Unis                        |                                       | Honolulu       | 22 juin 1922      |
| 4 min 57 s 0      | Johnny Weissmuller     | 1904      | 19  | États-Unis                        |                                       | New Haven      | 6 mars 1923       |
| 4 min 57 s 7      | Arne Borg              | 1901      | 22  | Suède                             |                                       | Stockholm      | 9 décembre 1923   |
| 4 min 50 s 3      | Arne Borg              | 1901      | 24  | Suède                             |                                       | Stockholm      | 11 septembre 1925 |
| 4 min 47 s 0      | Jean Taris             | 1909      | 22  | France                            |                                       | Paris          | 16 avril 1931     |
| 4 min 46 s 4      | Shozo Makino           | 1915      | 18  | Japon                             |                                       | Tokyo          | 14 août 1933      |
| 4 min 38 s 7      | Jack Medica            | 1914      | 20  | États-Unis                        |                                       | Honolulu       | 30 août 1934      |
| 4 min 38 s 5      | William Smith          |           |     | États-Unis                        |                                       | Honolulu       | 13 mai 1941       |
| 4 min 35 s 2      | Alex Jany              | 1929      | 18  | France                            | Championnats d'Europe                 | Monte-Carlo    | 12 septembre 1947 |
| 4 min 34 s 6      | Hironoshin Furuhashi   |           |     | Japon                             |                                       | Tokyo          | 24 juillet 1949   |
| 4 min 33 s 3      | Hironoshin Furuhashi   |           |     | Japon                             |                                       | Los Angeles    | 18 août 1949      |
| 4 min 33 s 1      | John Marshall          | 1930      | 20  | Australie                         |                                       | New Haven      | 11 mars 1950      |
| 4 min 29 s 5      | John Marshall          | 1930      | 20  | Australie                         |                                       | New Haven      | 1er avril 1950    |
| 4 min 26 s 9      | John Marshall          | 1930      | 21  | Australie                         |                                       | New Haven      | 24 mars 1951      |
| 4 min 26 s 7      | Ford Konno             | 1933      | 21  | États-Unis                        |                                       | New Haven      | 3 avril 1954      |
| 4 min 25 s 9      | Murray Rose            | 1939      | 19  | Australie                         |                                       | Sydney         | 15 janvier 1958   |
| Nouveau règlement |                        |           |     |                                   |                                       |                |                   |
| 4 min 21 s 8      | John Konrads           | 1942      | 15  | Australie                         |                                       | Melbourne      | 12 janvier 1957   |
| 4 min 19 s 0      | John Konrads           | 1942      | 17  | Australie                         |                                       | Sydney         | 7 février 1959    |
| 4 min 16 s 6      | Tsuyoshi Yamanaka      | 1939      | 20  | Japon                             |                                       | Osaka          | 26 juillet 1959   |
| 4 min 15 s 9      | John Konrads           | 1942      | 18  | Australie                         |                                       | Sydney         | 23 février 1960   |
| 4 min 13 s 4      | Murray Rose            | 1939      | 23  | Australie                         |                                       | Chicago        | 17 août 1962      |
| 4 min 12 s 7      | Don Schollander        | 1946      | 18  | États-Unis                        | Championnats des États-Unis           | Los Altos      | 31 juillet 1964   |
| 4 min 12 s 2      | Don Schollander        | 1946      | 18  | États-Unis                        | Jeux olympiques                       | Tokyo          | 15 octobre 1964   |
| 4 min 11 s 8      | John Nelson            |           |     | États-Unis                        |                                       | Lincoln        | 18 août 1966      |
| 4 min 11 s 6      | Don Schollander        | 1946      | 20  | États-Unis                        |                                       | Lincoln        | 18 août 1966      |
| 4 min 11 s 1      | Frank Wiegand          |           |     | Allemagne de l'Est                |                                       | Utrecht        | 25 août 1966      |
| 4 min 10 s 6      | Mark Spitz             | 1950      | 17  | États-Unis                        |                                       | Haywood        | 25 juin 1967      |
| 4 min 10 s 6      | Alain Mosconi          | 1949      | 18  | France                            |                                       | Monaco         | 2 juillet 1967    |
| 4 min 09 s 2      | Alain Mosconi          | 1949      | 18  | France                            |                                       | Monaco         | 4 juillet 1967    |
| 4 min 08 s 8      | Mark Spitz             | 1950      | 17  | États-Unis                        |                                       | Santa Clara    | 7 juillet 1967    |
| 4 min 08 s 2      | Greg Charlton          |           |     | États-Unis                        |                                       | Tokyo          | 28 août 1967      |
| 4 min 07 s 7      | Mark Spitz             | 1950      | 18  | États-Unis                        |                                       | Haywood        | 23 juin 1968      |
| 4 min 06 s 5      | Ralph Hutton           |           |     | Canada                            |                                       | Lincoln        | 1er août 1968     |
| 4 min 04 s 0      | Hans-Joachim Fassnacht |           |     | Allemagne de l'Ouest              |                                       | Louisville     | 14 août 1969      |
| 4 min 02 s 8      | John Kinsella          | 1952      | 18  | États-Unis                        |                                       | Los Angeles    | 20 août 1970      |
| 4 min 02 s 6      | Gunnar Larsson         | 1951      | 19  | Suède                             |                                       | Barcelone      | 7 septembre 1970  |
| 4 min 02 s 1      | Tomas McBreen          |           |     | États-Unis                        |                                       | Houston        | 25 août 1971      |
| 4 min 01 s 74     | Brad Cooper            |           |     | Australie                         | Championnats d'Australie              | Brisbane       | 12 février 1972   |
| 4 min 00 s 11     | Kurt Krumpholz         |           |     | États-Unis                        |                                       | Chicago        | 4 août 1972       |
| 3 min 58 s 18     | Rick DeMont            |           |     | États-Unis                        | Championnats du monde                 | Belgrade       | 6 septembre 1973  |
| 3 min 56 s 69     | Tim Shaw               |           |     | États-Unis                        | Championnats USA                      | Concord        | 22 août 1974      |
| 3 min 54 s 69     | Tim Shaw               |           |     | États-Unis                        | Championnats USA                      | Concord        | 22 août 1974      |
| 3 min 53 s 95     | Tim Shaw               |           |     | États-Unis                        |                                       | Long Beach     | 19 juin 1975      |
| 3 min 53 s 31     | Tim Shaw               |           |     | États-Unis                        | Championnats USA                      | Kansas City    | 20 août 1975      |
| 3 min 53 s 08     | Brian Goodell          |           |     | États-Unis                        | Sélections américaines                | Long Beach     | 18 juin 1976      |
| 3 min 51 s 93     | Brian Goodell          |           |     | États-Unis                        | Jeux olympiques                       | Montréal       | 22 juillet 1976   |
| 3 min 51 s 56     | Brian Goodell          |           |     | États-Unis                        | Duel Allemagne de l'Est/USA           | Berlin-Est     | 27 août 1977      |
| 3 min 51 s 41     | Vladimir Salnikov      | 1960      | 19  | Union soviétique                  |                                       | Potsdam        | 6 avril 1979      |
| 3 min 51 s 40     | Vladimir Salnikov      | 1960      | 19  | Union soviétique                  |                                       | Moscou         | 19 août 1979      |
| 3 min 51 s 20     | Vladimir Salnikov      | 1960      | 20  | Union soviétique                  |                                       | Potsdam        | 29 février 1980   |
| 3 min 50 s 49     | Peter Schmidt          |           |     | Canada                            | Championnats du Canada                | Etobicoke      | 15 juillet 1980   |
| 3 min 49 s 57     | Vladimir Salnikov      | 1960      | 23  | Union soviétique                  | Duel Allemagne de l'Est/URSS          | Moscou         | 12 mars 1982      |
| 3 min 49 s 57     | Vladimir Salnikov      | 1960      | 23  | Union soviétique                  | Championnats d'URSS                   | Kiev           | 19 juillet 1982   |
| 3 min 48 s 32     | Vladimir Salnikov      | 1960      | 23  | Union soviétique                  | Championnats d'URSS                   | Moscou         | 19 février 1983   |
| 3 min 47 s 80     | Michael Gross          | 1964      | 21  | Allemagne de l'Ouest              | Championnats d'Allemagne de l'Ouest   | Remscheid      | 27 juin 1985      |
| 3 min 47 s 38     | Artur Wojdat           |           |     | Pologne                           | Championnats USA                      | Orlando        | 25 mars 1988      |
| 3 min 46 s 95     | Uwe Daßler             | 1967      | 21  | Allemagne de l'Est                | Jeux olympiques                       | Séoul          | 23 septembre 1988 |
| 3 min 46 s 47     | Kieren Perkins         | 1973      | 19  | Australie                         | Championnats d'Australie              | Canberra       | 3 avril 1992      |
| 3 min 45 s 00     | Ievgueni Sadovy        | 1973      | 19  | Communauté des États indépendants | Jeux olympiques (f)                   | Barcelone      | 29 juillet 1992   |
| 3 min 43 s 80     | Kieren Perkins         | 1973      | 21  | Australie                         | Championnats du monde (f)             | Rome           | 9 septembre 1994  |
| 3 min 41 s 83     | Ian Thorpe             | 1982      | 17  | Australie                         | Championnats pan-pacifiques           | Sydney         | 22 août 1999      |
| 3 min 41 s 33     | Ian Thorpe             | 1982      | 18  | Australie                         | Sélections australiennes              | Sydney         | 13 mai 2000       |
| 3 min 40 s 59     | Ian Thorpe             | 1982      | 18  | Australie                         | Jeux olympiques (f)                   | Sydney         | 16 septembre 2000 |
| 3 min 40 s 17     | Ian Thorpe             | 1982      | 19  | Australie                         | Championnats du monde (f)             | Fukuoka        | 22 juillet 2001   |
| 3 min 40 s 08     | Ian Thorpe             | 1982      | 20  | Australie                         | Jeux du Commonwealth (f)              | Manchester     | 30 juillet 2002   |
| 3 min 40 s 07     | Paul Biedermann        | 1986      | 23  | Allemagne                         | Championnats du monde (f)             | Rome           | 26 juillet 2009   |
| 3 min 39 s 96     | Lukas Märtens          | 2001      | 23  | Allemagne                         | Malmsten swim open Stockholm (f)      | Stockholm      | 12 avril 2025     |

## Bassin de25 mètres
Légende : les mentions « s, d ou f » éventuellement placées entre parenthèses après la nature de la compétition signifient respectivement que le record a été battu au cours d’une série, d’une demi-finale ou d’une finale.
| Temps         | Athlète           | Naissance | Âge | Nationalité        | Compétition            | Lieu      | Date              |
| ------------- | ----------------- | --------- | --- | ------------------ | ---------------------- | --------- | ----------------- |
| 3 min 45 s 10 | Vladimir Salnikov | 1960      |     | Union soviétique   |                        |           |                   |
| 3 min 44 s 75 | Sven Lodziewski   | 1965      | 16  | Allemagne de l'Est | Meeting de Rostock     | Rostock   | 1981              |
| 3 min 42 s 96 | Vladimir Salnikov | 1960      | 21  | Union soviétique   | Coupe d'Europe         |           | 1981              |
| -----         |                   |           |     |                    |                        |           |                   |
| 3 min 40 s 46 | Danyon Loader     | 1975      | 20  | Nouvelle-Zélande   | Coupe du monde         | Sheffield | 2 novembre 1995   |
| 3 min 39 s 32 | Ian Thorpe        | 1982      | 16  | Australie          |                        | Sydney    | 25 septembre 1998 |
| 3 min 35 s 01 | Grant Hackett     | 1980      | 19  | Australie          |                        | Hong Kong | 2 avril 1999      |
| 3 min 34 s 58 | Grant Hackett     | 1980      | 22  | Australie          | Testra grand prix (f)  | Sydney    | 18 juillet 2002   |
| 3 min 32 s 77 | Paul Biedermann   | 1986      | 23  | Allemagne          | Coupe du monde (f)     | Berlin    | 14 novembre 2009  |
| 3 min 32 s 25 | Yannick Agnel     | 1992      | 20  | France             | Championnats de France | Angers    | 15 novembre 2012  |

## 500 yards nage libre
Légende : les mentions « s, d ou f » éventuellement placées entre parenthèses après la nature de la compétition signifient respectivement que le record a été battu au cours d’une série, d’une demi-finale ou d’une finale.
| Temps         | Athlète          | Naissance | Âge | Nationalité                       | Compétition                            | Lieu                  | Date             |
| ------------- | ---------------- | --------- | --- | --------------------------------- | -------------------------------------- | --------------------- | ---------------- |
| 4 min 08 s 75 | Tom Dolan        | 1974      | 21  | États-Unis                        |                                        |                       | 1er janvier 1995 |
| 4 min 08 s 60 | Peter Vanderkaay | 1984      | 22  | États-Unis Université du Michigan | Championnats NCAA (f)                  | Atlanta               | 23 mars 2006     |
| 4 min 08 s 54 | Peter Vanderkaay | 1984      | 24  | États-Unis Club Wolverine         |                                        | Rochester             | 9 février 2008   |
| 4 min 08 s 42 | Clark Smith      |           |     | États-Unis                        | SEC Championship & Diving Championship | Columbus              | 23 mars 2017     |
| 4 min 07 s 25 | Zane Grothe      |           |     | États-Unis                        |                                        | Columbus              | 4 décembre 2017  |
| 4 min 06 s 32 | Kieran Smith     | 2000      | 20  | États-Unis                        | SEC Championship & Diving Championship | Auburn                | 19 fevrier 2020  |
| 4 min 06 s 32 | Kieran Smith     | 2000      | 21  | États-Unis                        | SEC Championship & Diving Championship | Columbia              | 23 fevrier 2021  |
| 4 min 06 s 18 | Léon Marchand    | 2002      | 22  | France                            | PAC 12 Men's championships             | Federal Way           | 7 mars 2024      |
| 4 min 02 s 31 | Léon Marchand    | 2002      | 22  | France                            | Championnats NCAA (f) (en)             | Indianapolis, Indiana | 28 mars 2024     |